# Helene Mambu
Hélène Mambu ou Helene Mambu-ma-Disu, née le 28 février 1948, est une femme médecin congolaise, experte en santé publique, pédiatre et diplomate de l'Organisation des Nations unies. Elle est conseillère régionale du bureau régional pour l'Afrique de l'Organisation mondiale de la santé, puis elle est pendant 18 ans représentante de l'Organisation mondiale de la santé dans plusieurs pays de la région, avant de prendre sa retraite en 2008. Elle travaille ensuite au Programme de financement durable de la Vaccination du Sabin Vaccine Institute, dont elle coordonne les activités sur le terrain en République démocratique du Congo, République du Congo et à Madagascar.

## Biographie

### Début de carrière et éducation
Née dans le Bas-Congo, au Congo belge (aujourd'hui la République démocratique du Congo), Hélène Mambu a reçu son baccalauréat ès sciences en biochimie, en 1972, du Western College for Women (maintenant partie de l'université de Miami) à Oxford dans l'Ohio, et a continué avec un diplôme de médecine en 1976, de l'université Howard à Washington. Après s'être spécialisée en pédiatrie au SUNY Downstate Medical Center (en) à New York, elle a ensuite obtenu un Master en santé publique et médecine tropicale de l'université Tulane ; elle a décidé de retourner au travail au Congo (alors République du Zaïre).
Hélène Mambu rejoint le ministère de la Santé du Zaïre, en 1981, comme directrice adjointe de la division mixte pour la lutte contre les maladies transmissibles aux enfants (combating child communicable diseases, CCCD), et le Programme élargi de vaccination (PEV),. Cette importante division a supervisé la mise en œuvre de la politique de santé dans des champs allant de la vaccination, le paludisme, la maladies de type diarrhée, l'épidémiologie, au Sida. Elle en devient la directrice en 1983, un poste qu'elle occupe jusqu'à son départ pour l'Organisation mondiale de la santé en 1988. Au cours de ces six années à la tête de l'énorme division EPI/CCCD, Mambu et son équipe ont aidé à mettre en place un large éventail de changements dans le système de santé du pays, quant à son organisation, sa structure et son infrastructure, dont les effets sont encore loués aujourd'hui par les experts de la santé.

### Parcours à l'organisation mondiale de la santé
En 1988, Hélène Mambu rejoint l'Organisation mondiale de la santé en tant que conseillère régionale chargée des maladies liées aux diarrhées, au Bureau régional pour l'Afrique (OMS/AFRO) de l'OMS, à Brazzaville en République du Congo.
En 1990, elle devient représentante de l'OMS (Resident Representative) au Rwanda, jusqu'en avril 1994 lorsque le génocide rwandais a obligé tous les membres de l'équipe expatriés non-MINUAR à évacuer pour raisons de sécurité, à Nairobi, au Kenya. Elle continue à exercer sa fonction de représentante au Rwanda depuis Nairobi jusqu'en août 1994.
Hélène Mambu est plus tard nommée représentante de l'OMS au Mali, où elle a travaillé de 1995 à 2001, puis au Cameroun, où elle a exercé de 2001 jusqu'à sa retraite en février 2008.
Comme c'est le cas pour de nombreux fonctionnaires internationaux des Nations unies, tout au long de sa carrière, Mambu a été appelée dans le monde, par plusieurs organisations, telle l'Alliance GAVI, comme experte de l'OMS, sur un large éventail de domaines en matière de santé et de bien-être, ainsi que comme diplomate.

## Prix et distinctions
- Héros méconnus du Vaccin de la Fondation Bill-et-Melinda-Gates (USA, 2013)[8]
- Officier de l'ordre de la Valeur du Cameroun (Cameroun, 2008)
- Western College Service Award (USA, 2007)[9]
- Commandant de l'ordre national du Mali (Mali, 2001)
- Prix Hildrus Pointdexter (USA, 1976)
- Membre d'honneur de la Société de Western College (États-Unis, 1969-1972)